# Personer i Sverige födda i Kuba
Till personer i Sverige födda i Kuba räknas personer som är folkbokförda i Sverige och som har sitt ursprung i Kuba. Enligt Statistiska centralbyrån fanns det 2017 i Sverige sammanlagt cirka 2 900 personer födda i Kuba.

## Historisk utveckling

### Födda i Kuba
| Personer i Sverige födda i Kuba 1950–2024 | Personer i Sverige födda i Kuba 1950–2024 | Personer i Sverige födda i Kuba 1950–2024 | Personer i Sverige födda i Kuba 1950–2024 | Personer i Sverige födda i Kuba 1950–2024 |
| --- | ----------------------------------------- | ----------------------------------------- | ----------------------------------------- | ----------------------------------------- |
| |                                           |                                           |                                           |                                           |
| År |                                           |                                           | Folkmängd                                 |                                           |
| 1950 | 1950                                      |                                           | 20                                        |                                           |
| 1960 | 1960                                      |                                           | 22                                        |                                           |
| 1970 | 1970                                      |                                           | 76                                        |                                           |
| 1980 | 1980                                      |                                           | 110                                       |                                           |
| 1990 | 1990                                      |                                           | 166                                       |                                           |
| 2000 | 2000                                      |                                           | 1 489                                     |                                           |
| 2001 | 2001                                      |                                           | 1 549                                     |                                           |
| 2002 | 2002                                      |                                           | 1 621                                     |                                           |
| 2003 | 2003                                      |                                           | 1 686                                     |                                           |
| 2004 | 2004                                      |                                           | 1 757                                     |                                           |
| 2005 | 2005                                      |                                           | 1 832                                     |                                           |
| 2006 | 2006                                      |                                           | 1 935                                     |                                           |
| 2007 | 2007                                      |                                           | 2 027                                     |                                           |
| 2008 | 2008                                      |                                           | 2 146                                     |                                           |
| 2009 | 2009                                      |                                           | 2 265                                     |                                           |
| 2010 | 2010                                      |                                           | 2 339                                     |                                           |
| 2011 | 2011                                      |                                           | 2 412                                     |                                           |
| 2012 | 2012                                      |                                           | 2 483                                     |                                           |
| 2013 | 2013                                      |                                           | 2 585                                     |                                           |
| 2014 | 2014                                      |                                           | 2 653                                     |                                           |
| 2015 | 2015                                      |                                           | 2 724                                     |                                           |
| 2016 | 2016                                      |                                           | 2 803                                     |                                           |
| 2017 | 2017                                      |                                           | 2 871                                     |                                           |
| 2018 | 2018                                      |                                           | 2 918                                     |                                           |
| 2019 | 2019                                      |                                           | 2 975                                     |                                           |
| 2020 | 2020                                      |                                           | 2 980                                     |                                           |
| 2021 | 2021                                      |                                           | 3 039                                     |                                           |
| 2022 | 2022                                      |                                           | 3 090                                     |                                           |
| 2023 | 2023                                      |                                           | 3 086                                     |                                           |
| 2024 | 2024                                      |                                           | 3 093                                     |                                           |
| Anm.: Befolkning den 31 december respektive år förutom åren 1960 och 1970 som avser förhållandet den 1 november och år 1980 som avser förhållandet den 15 september. |                                           |                                           |                                           |                                           |